# Al-Mamun
Al-Mamun, härskarnamn för Abu al-Abbas Abd Allah al-Mamun ibn ar-Rashid, född 13 september 786 och död 9 augusti 833, abbasidisk kalif 813-33.
Al-Mamun var son till Harun al-Rashid, och besegrade 813 sin bror Muhammad al-Amin och kunde efter att ha besegrat Ali-anhängare tåga in i Bagdad 819. Han förde 830-833 strider mot Bysantinska riket. Al-Mamun hade stora svårigheter med religiösa splittingar under sin regeringstid, och försökte jämka dem samman, men anslöt sig i slutet av sitt liv till mutaziliterna. Han grundade ett centrum för översättning av grekiska verk och gynnade astronomiska, medicinska och filosofiska studier.
Nedslagskratern Almanon på månen är uppkallad efter honom.

## Bildgalleri

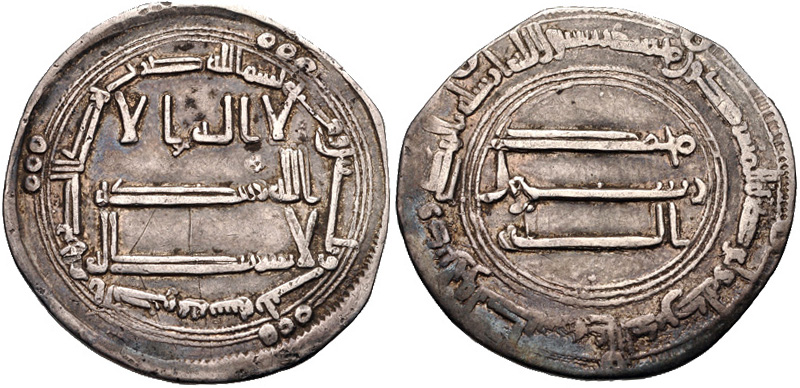
Ett mynt tillhörande al-Ma'mun från år 820.